# Hydrogonium hygrophilum
Hydrogonium hygrophilum är en bladmossart som beskrevs av Hilpert 1933. Hydrogonium hygrophilum ingår i släktet Hydrogonium och familjen Pottiaceae. Inga underarter finns listade i Catalogue of Life.